# Głubczyce
Głubczyce (śl. Gubczýcé, niem. Leobschütz, cz. Hlubčice) – miasto w województwie opolskim, w powiecie głubczyckim, siedziba gminy miejsko-wiejskiej Głubczyce. Położone nad rzeką Psiną, na Płaskowyżu Głubczyckim (wchodzącym w skład Niziny Śląskiej). Pod względem historycznym Głubczyce początkowo leżały na Morawach, zaś od czasu włączenia ich w 1318 do księstwa opawskiego położone są na Górnym Śląsku. Uzyskały lokację miejską przed 1253 rokiem. Według danych GUS z 1 stycznia 2024 r. miasto liczy 11 651 mieszkańców. Leży na terenie Nadleśnictwa Prudnik (obręb Prudnik).

## Nazwa

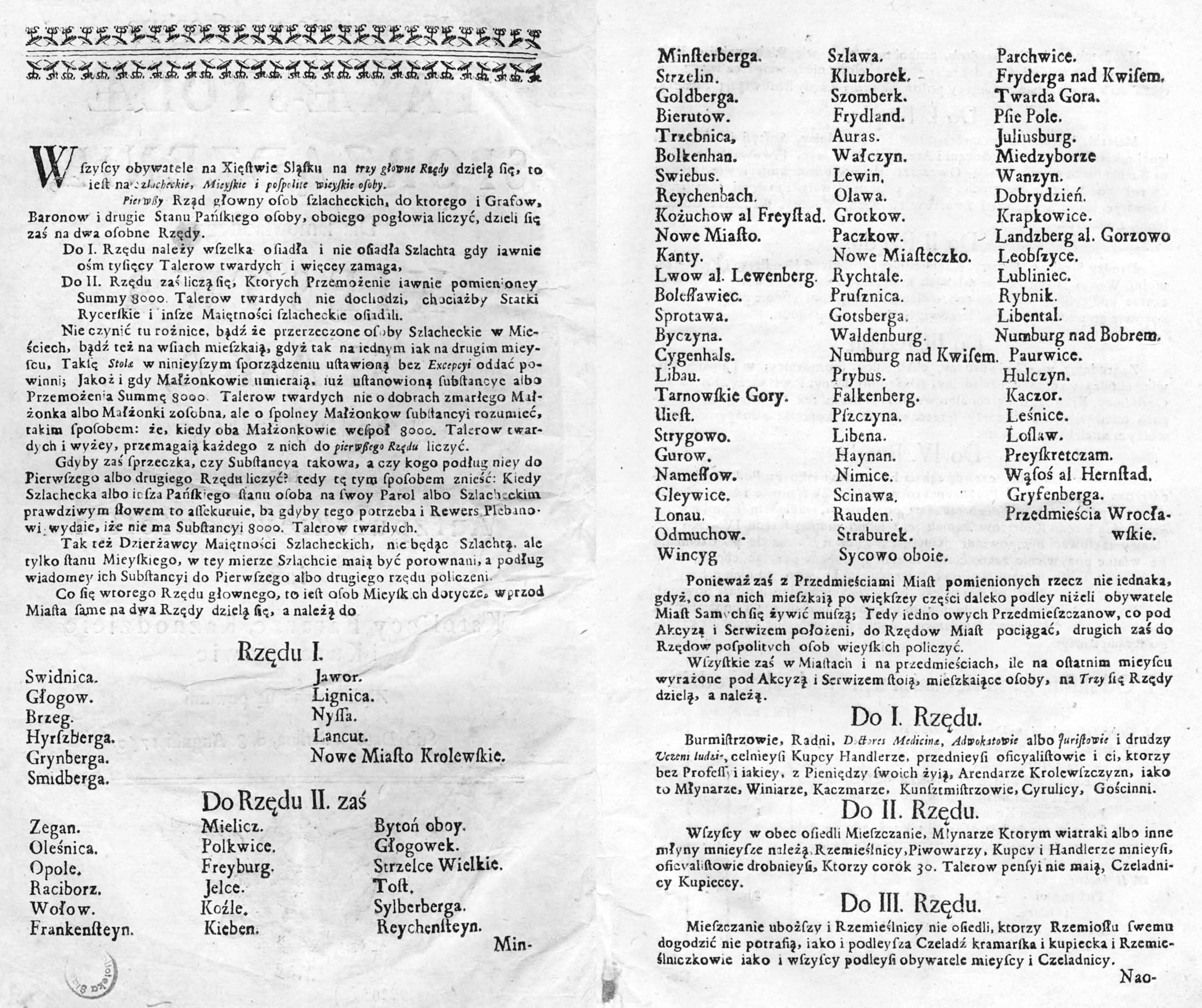
Nazwa Leobszyce wśród innych nazw śląskich miejscowości w urzędowym pruskim dokumencie z 1750 roku wydanym w języku polskim w Berlinie.

Znaczenie nazwy miejscowości nie jest jasne. Istnieje kilka teorii jej pochodzenia. Etymolodzy wywodzą je od słów „lubić”, „głęboki”, „głupi” lub „gołąb”.
Pierwsza historyczna wzmianka o mieście pojawiła się w 1107 r. W tamtym czasie była to mała morawska osada nazywana Glubcici, która składała się w większości z grodu. W 1131 r. wymieniona jako Glupcicih, w 1183 r. Glubcice, a w latach: 1224, 1281, 1354 i 1434 Lubschicz. W roku 1613 śląski regionalista i historyk Mikołaj Henel z Prudnika wymienił miejscowość w swoim dziele o geografii Śląska pt. Silesiographia podając jej łacińską nazwę: Leobschucium.
W 1750 roku polska nazwa „Leobszyce” została wspomniana przez Fryderyka II pośród innych miast śląskich w zarządzeniu urzędowym wydanym dla mieszkańców Śląska. Nazwę „Głupczyce” w książce „Krótki rys jeografii Szląska dla nauki początkowej” wydanej w Głogówku w 1847 r. wymienił śląski pisarz Józef Lompa. W roku 1945 używano jej już urzędowo.

## Historia

### Średniowiecze

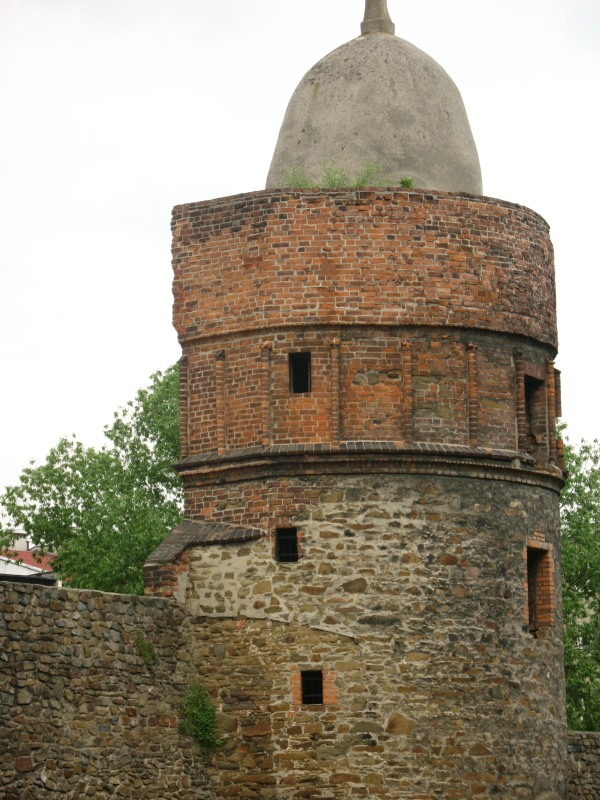
Baszta na pl. Wiosennym – fragment obwarowań miejskich

Osada znajdowała się na prawym brzegu rzeki Psiny. Prawdopodobną datą założenia miasta jest rok 1224, kiedy nastąpiło osiedlenie w mieście Lubschicz (informacja o komorze celnej w „Lubschicz”, wcześniejsze okazały się falsyfikatami) za panowania Ottokara I. W roku 1270 miejscowość otrzymała prawa miejskie nadane przez Przemysła Ottokara II.

### XVI wiek – początki XX wieku

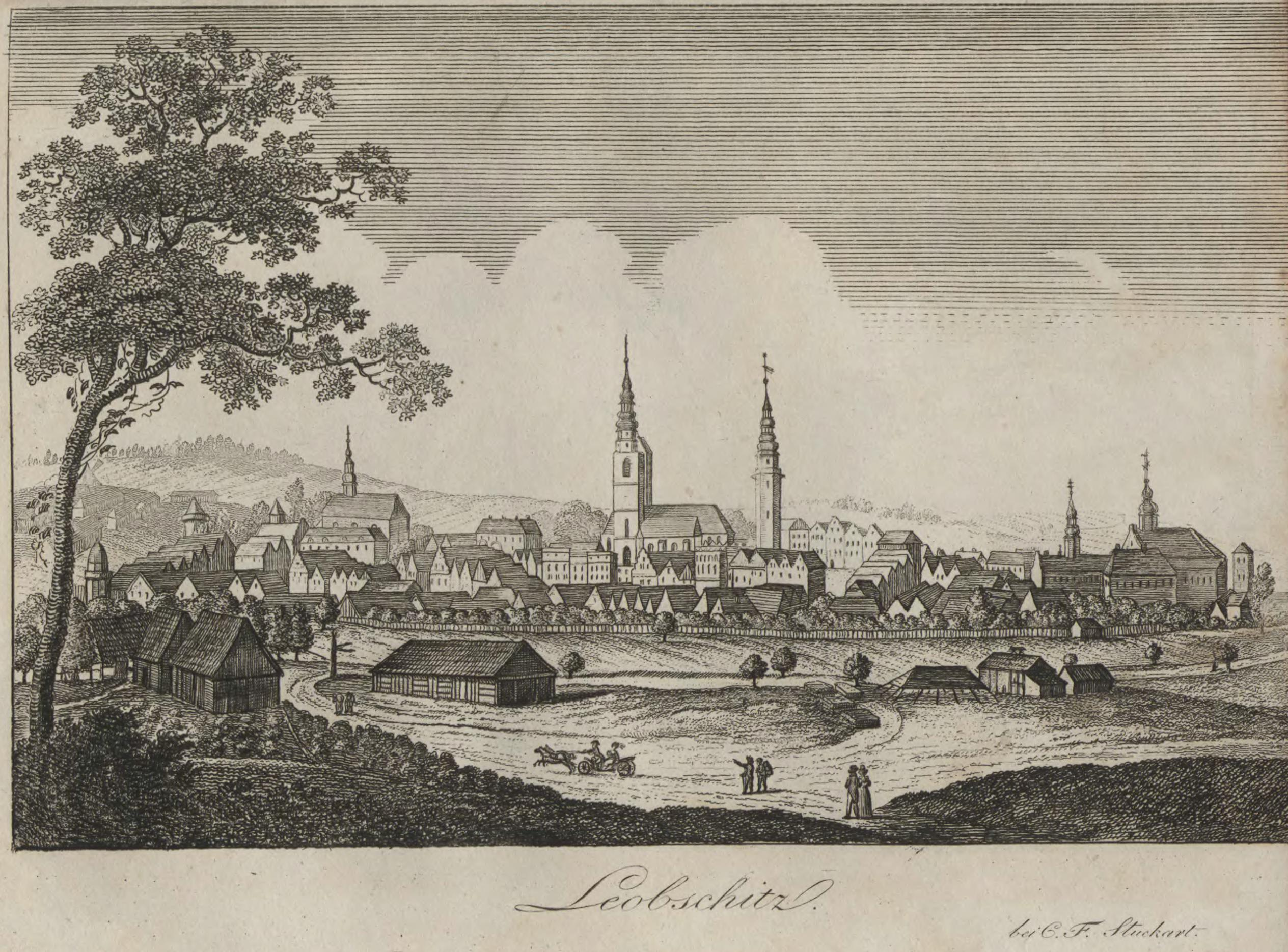
Panorama Głubczyc, XVIII w.

W roku 1523 ruch protestancki dotarł do miasta. W roku 1558 został wzniesiony luterański zbór i szkoła. W odpowiedzi na te wydarzenia ojcowie Franciszkanie i Żydzi zostali wygnani z miasta.
W czasie wojny trzydziestoletniej miasto zostało całkowicie zniszczone, większość zniszczeń zostało dokonanych przez nacierających Szwedów w roku 1645. W XVIII wieku Głubczyce podlegały inspekcji podatkowej w Prudniku.
W wyniku I wojny śląskiej (1740–1742), toczonej między Austrią i Prusami, miasto przeszło pod panowanie Prus. W 1746 w Głubczycach znajdowała się wartownia pocztowa, podlegająca pod urząd pocztowy w Prudniku.
W latach 1753–1770 w Głubczycach został wzniesiony zespół klasztorny według projektu architekta Jana Innocentego Töppera z Prudnika. W roku 1781 populacja miasta wynosiła tylko 2637. W trakcie rozrastania się miasta jego populacja stopniowo wzrastała. W 1792 roku oddano do użytku kościół ewangelicki. W roku 1825 miasto zamieszkiwało 4565 mieszkańców, a w 1870 już 9546. W końcu XIX w. ważnym ośrodkiem spotkań miejscowych Polaków był dom profesora miejscowego gimnazjum i polskiego historyka Stanisława Karwowskiego.
Wedle postanowień traktatu wersalskiego, kończącego I wojnę światową, na terytorium Górnego Śląska odbył się plebiscyt, w którym miano opowiedzieć się za przynależnością do państwa polskiego lub niemieckiego. W mieście 99,5% mieszkańców zagłosowało za Niemcami, w tym ponad 35% tzw. „emigrantów plebiscytowych” (ściągniętych na tereny plebiscytowe w celu podniesienia końcowego rezultatu).

### 1933–1945

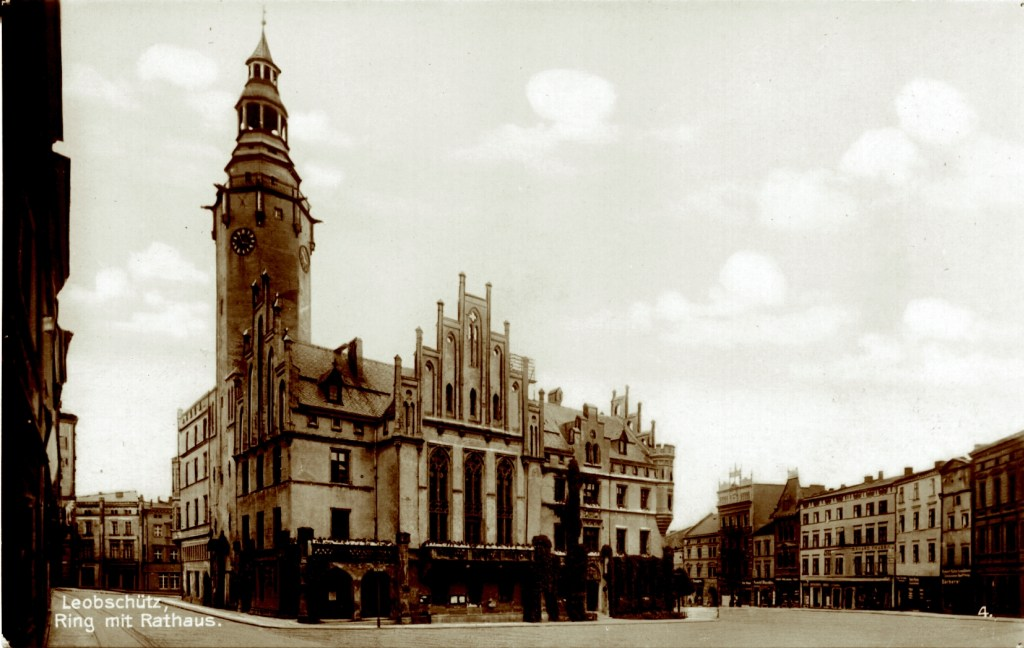
Przedwojenny rynek z ratuszem w Głubczycach.

Na początku 1945 r. – w czasie przemarszu więźniów obozów koncentracyjnych przez teren miasta, Niemcy z eskorty zamordowali 21 więźniów niezdolnych do dalszego marszu. Ciała pogrzebano na tzw. cmentarzu żydowskim.
18 marca 1945 roku miasto zostało otoczone przez wojska radzieckie. Broniły go 18 SS Panzergrenadierdivision (grenadierzy pancerni) i 371 Dywizja Wehrmachtu. Po stronie radzieckiej walczyły oddziały 314 dywizji piechoty z 59 armii, 28 korpus piechoty 60 armii i 5 korpusu zmechanizowanego z 4 armii pancernej gwardii 1 Frontu Ukraińskiego (po 1945 roku w parku miejskim i na ul. Skłodowskiej-Curie postawiono Pomniki Wdzięczności Armii Czerwonej). Pomnik w parku miejskim staraniem mieszkańców został w 2022 roku zlikwidowany. W wyniku trwającego do 24 marca 1945 r. oblężenia oraz grabieży, dokonywanych przez żołnierzy radzieckich, w pierwszym tygodniu po jego zakończeniu zniszczeniu uległo około 40% miasta. Decyzją postanowień wielkiej trójki Głubczyce zostały przyłączone do Polski.

### Po 1945
Po 1945 r. miasto nosiło przejściową nazwę Głąbczyce, którą w 1946 r. zastąpiono urzędową nazwą Głubczyce. 6 kwietnia 1945 Ministerstwo Bezpieczeństwa Publicznego utworzyło Centralne Obozy Pracy. W mieście funkcjonował obóz pracy nr 101. Miasto stało się siedzibą powiatu i gminy. Utraciło status siedziby powiatu w 1975, a w roku 1998 otrzymało go powtórnie.
Z Głubczyc i powiatu głubczyckiego w latach 1945–1948 wysiedlono ludność niemiecką do Niemiec, a w zamian osiedlali się tu Polacy wysiedleni z Kresów Wschodnich. Ziemię głubczycką zasiedlali także osadnicy z centralnej Polski.
W 1982 r. działacze prudnickiej opozycji demokratycznej Jan Naskręt i Eugeniusz Wyspiański wykonali około 2,5 tysiąca ulotek z napisem „Solidarność zwycięży”, które zostały rozwieszone przez Stanisława Żądło m.in. w Głubczycach, Niemodlinie i na murach ZPB „Frotex” w Prudniku. W 2016 roku Głubczyce przystąpiły do Międzynarodowego Stowarzyszenia Miast Dobrego Życia „Cittaslow”.

## Zabytki

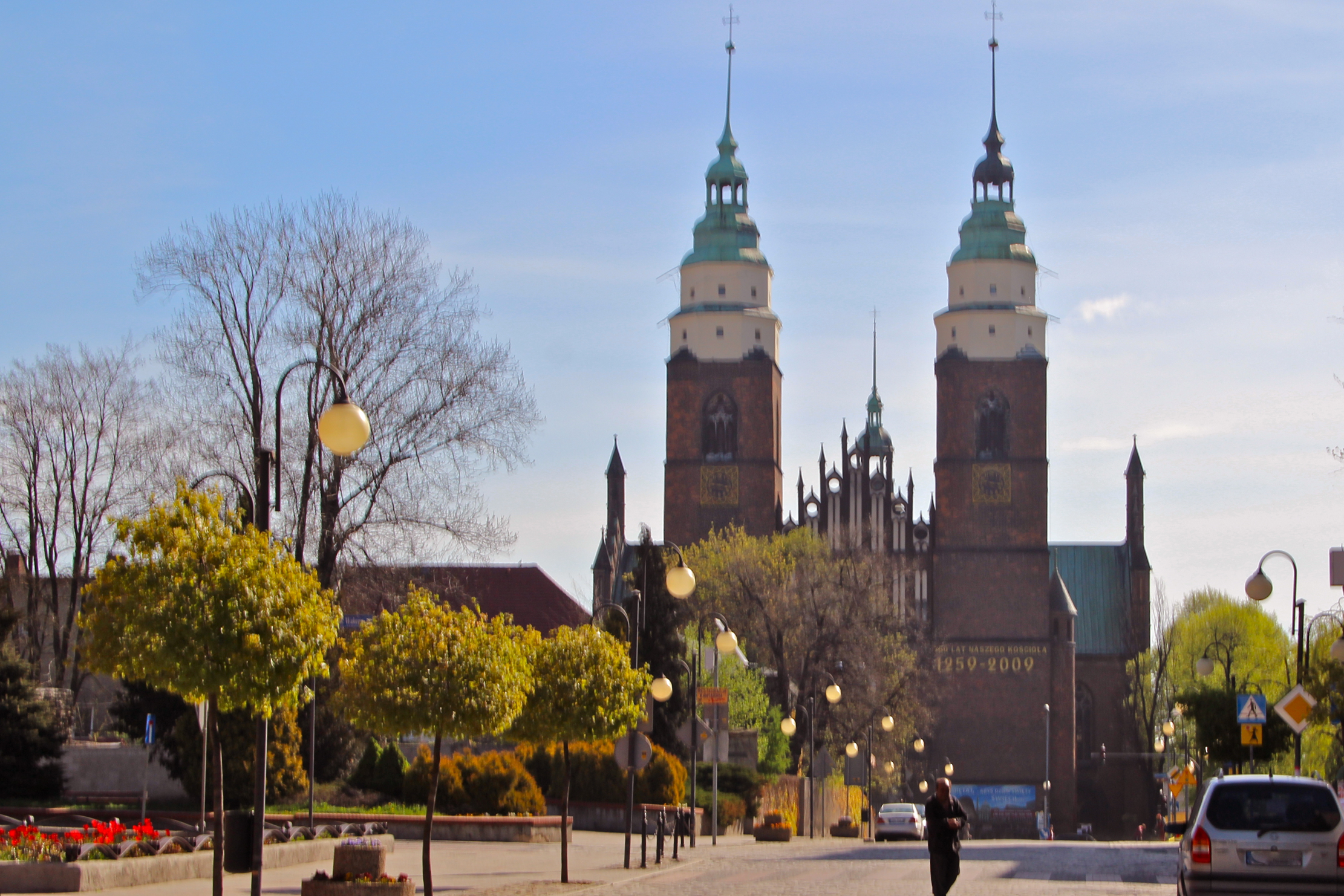
Kościół pw. Narodzenia NMP

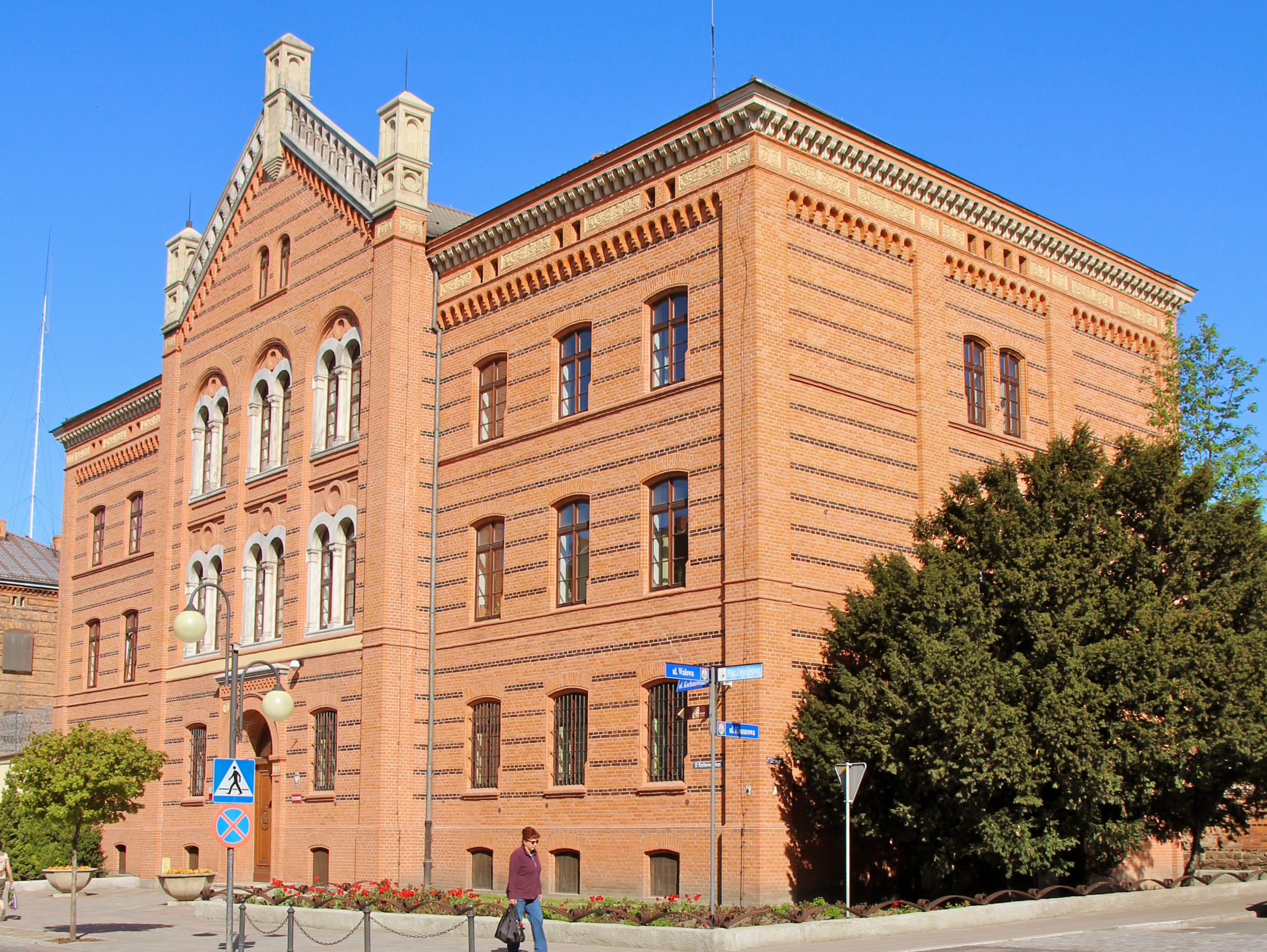
Budynek sądu rejonowego

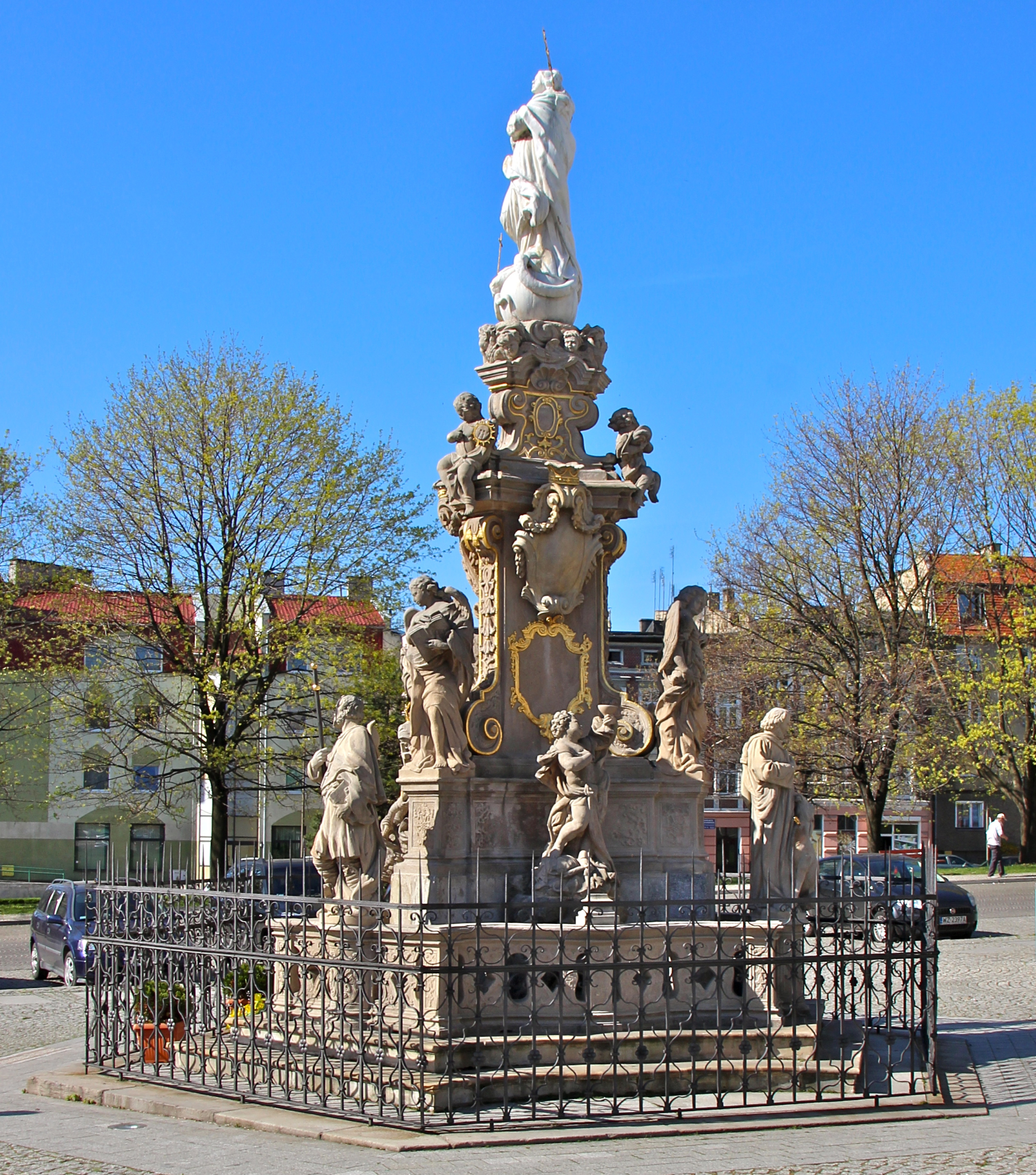
Barokowa kolumna maryjna na rynku dłuta A. Jörga z 1732 roku

Do wojewódzkiego rejestru zabytków wpisane są:
- układ urbanistyczny Starego Miasta, z rynkiem o unikatowym w Europie kształcie ćwierci koła (podobny znajduje się w Nysie) oraz siatką ulic, z których do najstarszych należą Wodna i Kościelna. Dzisiejsza ul. Kozielska na odcinku od rynku do studni św. Floriana nosiła nazwę Targu Końskiego[31].
- kościół pw. Narodzenia NMP, gotycki z XIII w., rozbudowany w XIV w., a następnie w latach 1579, 1903–1907 według projektu M. Hasaka.
- kościół św. Anny (dawniej Św. Trójcy) z 1776, po II wojnie światowej kościół polsko-kat. pw. św. Józefa (w 1991 przekazany rzymskim katolikom) przy ulicy Sobieskiego, na miejscu poprzedniego wzniesionego za murami miasta w XVI w., zniszczonego przez Szwedów w 1654.
- kaplica pw. śś. Fabiana i Sebastiana, z 1501 r.
- zespół klasztorny franciszkanów. Cały kompleks zbudowany został w latach 1753–1770 według projektu J.I. Töppera. Do klasztoru przylega budynek wzniesiony w 1752 roku, w którym niegdyś mieściło się gimnazjum, ul. Zakonna 3
  - kościół pw. śś. Idziego i Bernarda, barokowy z 1756 r., wystrój barokowo-rokokowy
  - klasztor, charakterystyczny czteroskrzydłowy z wirydarzem pośrodku
- cmentarz żydowski, ul. Wrocławska, z l. 1890–1939
- zbiorowa mogiła strażników i celników czeskich na cmentarzu komunalnym, z 1938 r.
- mury obronne i baszty z II połowy XIII wieku, a wśród nich baszta koło poczty (ul. Pocztowa/pl. Wiosenny)
- ratusz miejski zniszczony w 1945 roku i stopniowo rozbierany w późniejszych czasach, został odbudowany w latach 2006–2008.
- sąd, ul. Kochanowskiego 1, z 1850 r.
- więzienie Kochanowskiego 3, z poł. XIX w.,
- domy, pl. Kościelny 1 (d. 5), 4, z XVI–XVIII w., XIX w.
- domy, ul. Jana Pawła II (d. Sobieskiego 10), 7 (d. Sobieskiego 11), 9 (d. Sobieskiego 12), z XVI–XVII w., XVIII w., XIX w.
- dom, ul. Ratuszowa 10, 12 (d. 30), z XVIII w., XIX w./XX w.

inne zabytki:
- budynek przy ul. Niepodległości 14 wybudowany w drugiej poł. XIX w. w stylu eklektycznym. Obecnie siedziba władz gminy oraz Urzędu Miejskiego
- dworzec kolejowy (obecnie nieczynny) wybudowany w 2 połowie XIX w.[32]
- zabudowania na stacji Głubczyce
  - peron z wiatą,
  - parowozownia wachlarzowa,
  - magazyn spedycji kolejowej,
  - wodociągowa wieża ciśnień,
- tory kolejowe w obrębie stacji kolejowej
- barokowa kolumna maryjna na rynku dłuta A. Jörga z 1732 roku

## Demografia
Głubczyce podlegają pod Urząd Statystyczny w Opolu, oddział w Prudniku.
.

## Gospodarka

### Największe przedsiębiorstwa

#### Okręgowa Spółdzielnia Mleczarska
Jest to przedsiębiorstwo spółdzielcze zrzeszające producentów mleka z Głubczyc oraz okolicznych miast z województwa opolskiego i śląskiego. Spółdzielnia rocznie przerabia 20 milionów litrów mleka i daje zatrudnienie 100 osobom. Do produktów OSM Głubczyce należą różne rodzaje mleka, śmietany, jogurtów, maślanki, kefirów i twarogów, które są dostępne także w większych wersjach dla gastronomii.

#### Galmet
Przedsiębiorstwo zajmujące się produkcją wyrobów z branży grzewczej. Przedsiębiorstwo zatrudnia ponad 700 osób a produkcja odbywa się w halach o powierzchni ponad 22 000 m². Firma produkuje wyroby takie jak: elektryczne ogrzewacze wody, bojlery z wężownicą do centralnego ogrzewania, wymienniki biwalentne, kombinowane zbiorniki akumulacji ciepła, zbiorniki buforowe, ekologiczne kotły c.o. na ekogroszek z zasobnikiem paliwa, kotły c.o. bez zasobnika, kolektory słoneczne czy pompy ciepła.

## Transport

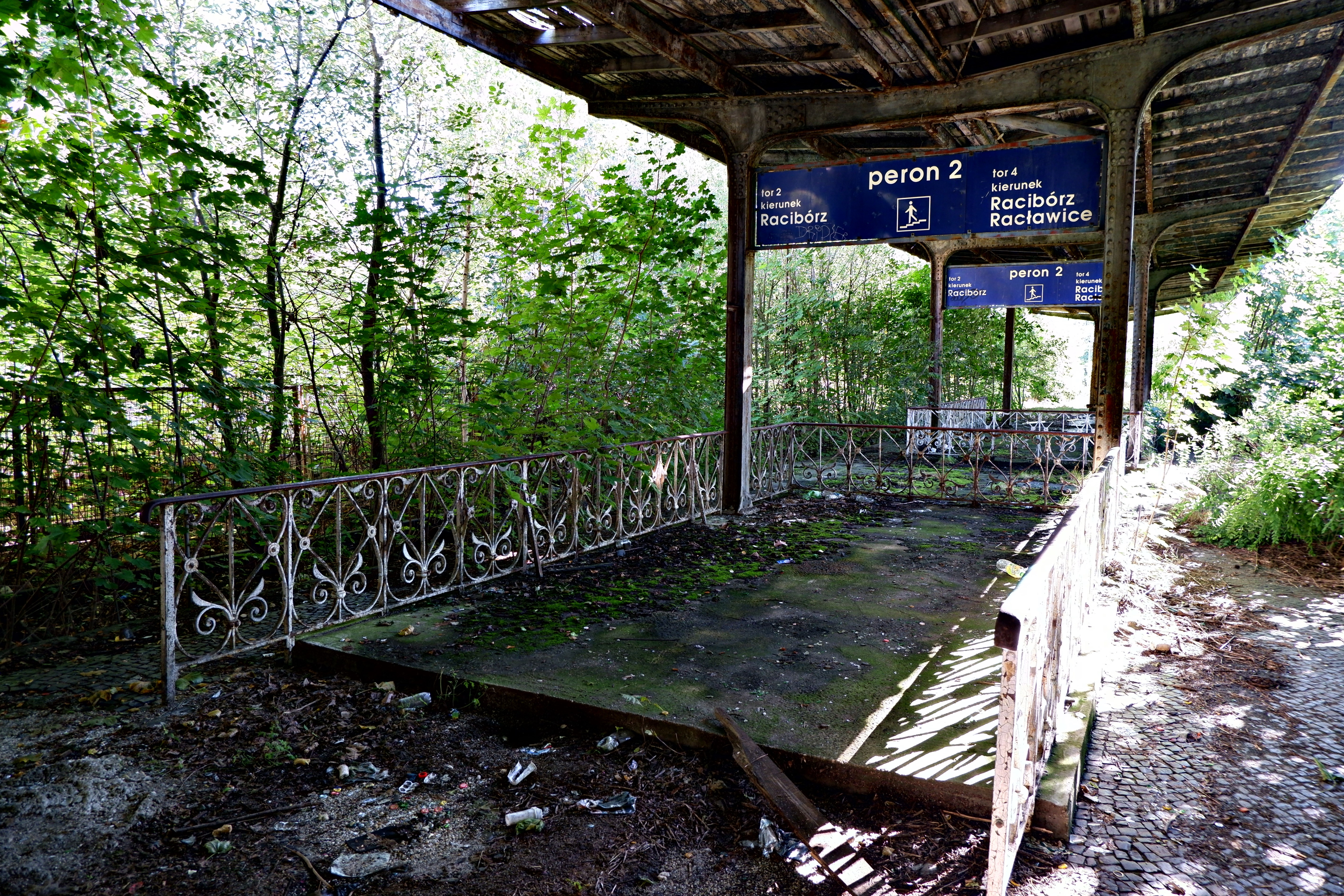
Opuszczona stacja kolejowa

Głubczyce są jedynym miastem powiatowym w woj. opolskim, które nie ma obecnie pasażerskich połączeń kolejowych (zawieszone 3 kwietnia 2000 r.). O przywrócenie linii kolejowej Racibórz-Racławice Śląskie przez Głubczyce od lat aktywnie zabiegają samorządy wzdłuż tego połączenia: powiat prudnicki, głubczycki i raciborski (jesienią 2020 roku, wniosek o rewitalizację tej linii został zakwalifikowany do II etapu rządowego Programu Kolej Plus). Transport zbiorowy jest realizowany głównie poprzez miejscowy PKS. Brak komunikacji miejskiej, można skorzystać z przewozów oferowanych przez taksówki.
W 1855 r. otwarto połączenie kolejowe Głubczyc z Raciborzem w ramach prywatnej Kolei Wilhelma (Wilhelmsbahn), następnie w 1873 połączenie z Karniowem (dalej do Głuchołaz) i w 1876 z Racławicami Śląskimi (dalej do Prudnika i Kędzierzyna-Koźla).

## Edukacja
Przedszkola:

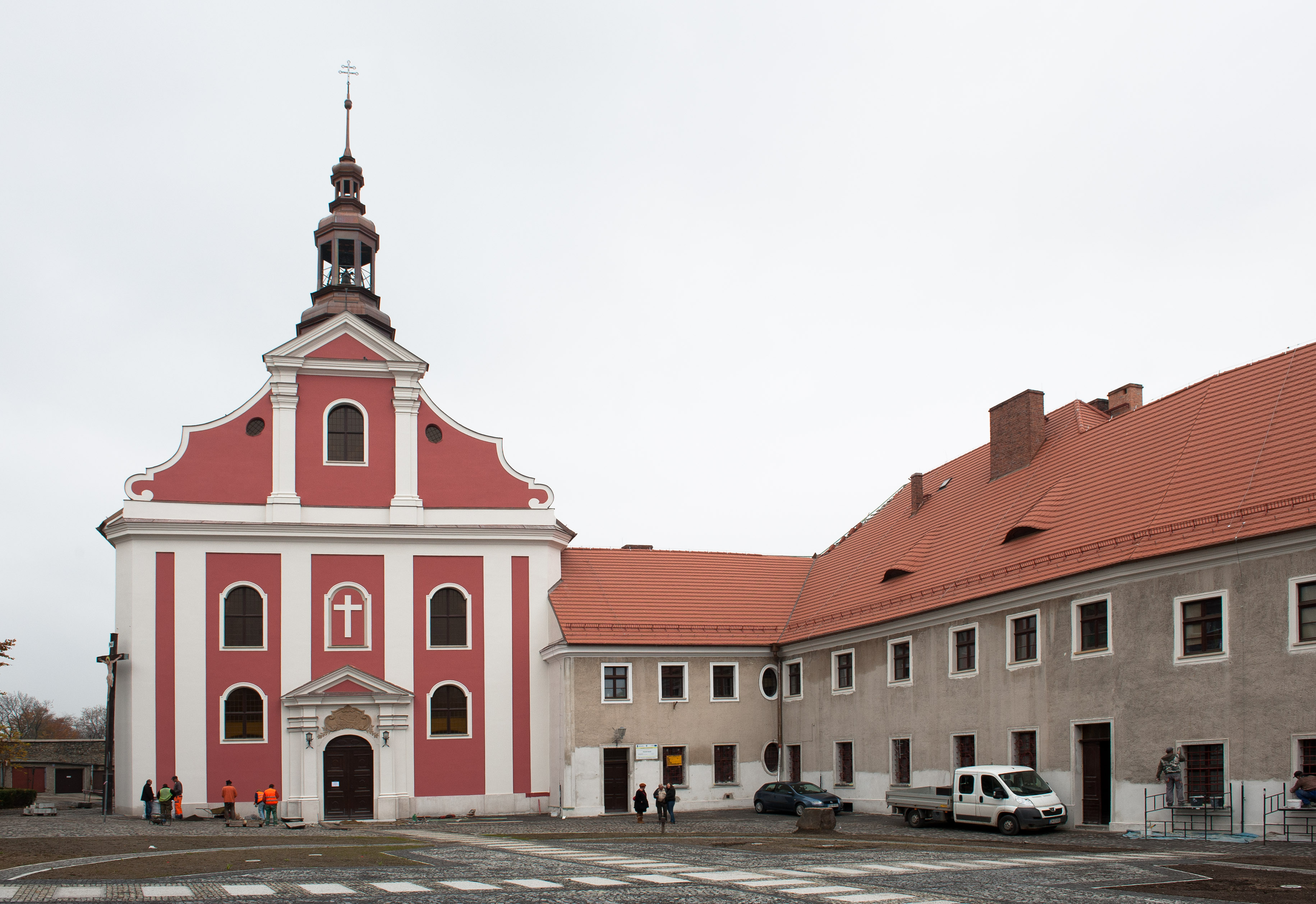
Kościół i klasztor franciszkanów w Głubczycach

- Przedszkole nr 1 im. Marii Konopnickiej
- Przedszkole nr 2 im. Kubusia Puchatka
- Przedszkole nr 3

Szkoły podstawowe:
- Szkoła Podstawowa nr 1 im. Tadeusza Kościuszki
- Szkoła Podstawowa nr 2 im. Janusza Korczaka
- Szkoła Podstawowa nr 3 im. Marii Skłodowskiej-Curie

Szkoły średnie:
- Zespół Szkół Ogólnokształcących im. Adama Mickiewicza
- Zespół Szkół Mechanicznych
- Zespół Szkół Centrum Kształcenia Rolniczego im. Władysława Szafera

Placówki wychowawcze:
- Specjalny Ośrodek Szkolno-Wychowawczy

Inne:
- Państwowa Szkoła Muzyczna I Stopnia im. Ignacego Jana Paderewskiego
- Powiatowy Ośrodek Doskonalenia Nauczycieli i Poradnictwa Psychologiczno-Pedagogicznego
- Franciszkański Ośrodek Pomocy Dzieciom

## Kultura

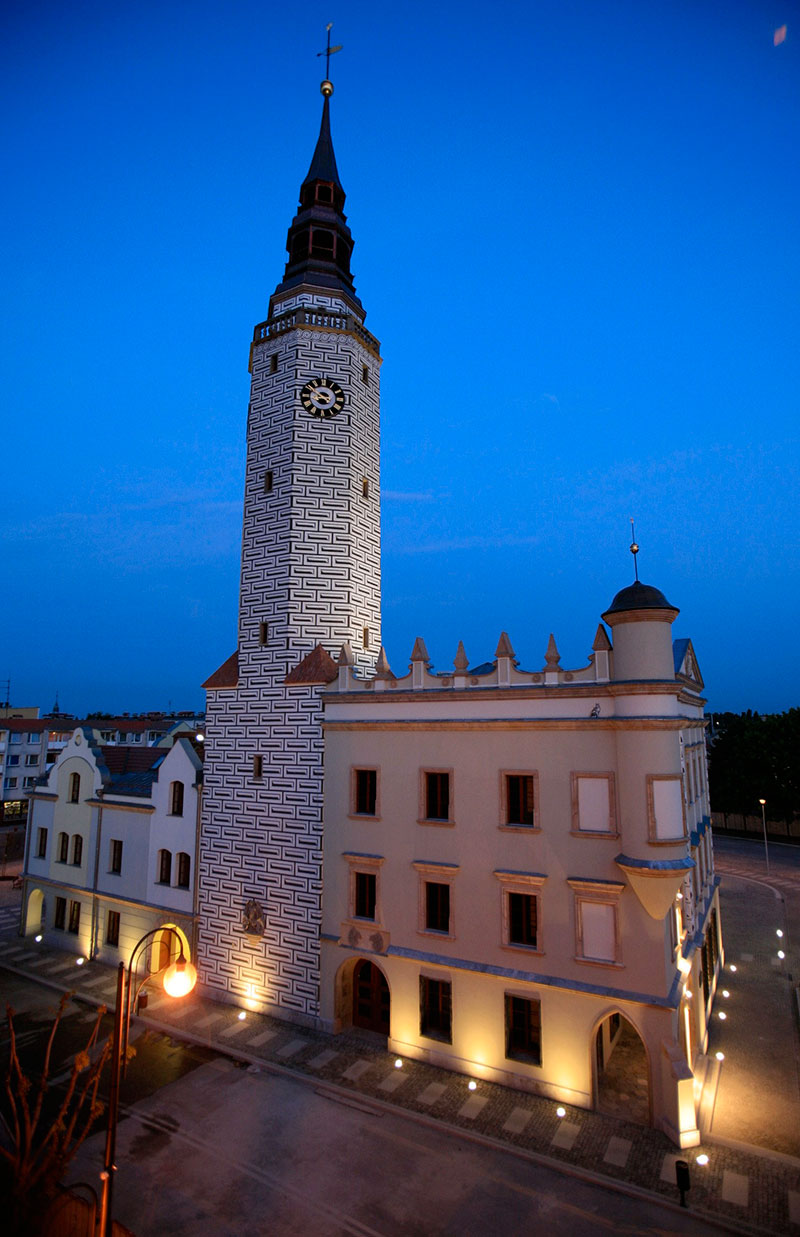
Ratusz na rynku, obecnie Muzeum Ziemi Głubczyckiej

### Instytucje kultury
- Miejski Ośrodek Kultury
- Miejska i Gminna Biblioteka Publiczna, siedziba w ratuszu (II piętro)
- Muzeum Ziemi Głubczyckiej, siedziba w ratuszu (I piętro)

### Wydarzenia cykliczne
- Międzynarodowy Festiwal Młodych Pianistów – Festiwal promujący młodych pianistów organizowany przez Państwową Szkołę Muzyczną I stopnia im. I.J. Paderewskiego w Głubczycach od 1994 r. W ramach imprezy, w której udział biorą młodzi artyści z Polski oraz z zagranicy odbywa się konkurs główny, a także liczne warsztaty, koncerty i seminaria tematyczne[38].
- Głubczyckie Dni Kultury – Szereg imprez kulturalnych takich jak koncerty, wystawy, przedstawienia teatralne, recitale, pokazy, wieczory autorskie itp. odbywających się co roku w Głubczycach. Wydarzenie ma miejsce jesienią w miesiącach październik-listopad w obiektach na terenie Głubczyc oraz okolicznych wsi. W 2015 r. miała miejsce 25 edycja tej imprezy[39].
- Licealia – Impreza młodzieżowa organizowana przez Zespół Szkół Ogólnokształcących w Głubczycach. Odbywa się ona przed zakończeniem roku szkolnego, a uczniowie idą przez miasto w barwnym korowodzie, a następnie organizowane są dla nich oraz mieszkańców miasta liczne atrakcje takiej jak koncerty, zawody sportowe czy przedstawienia[40].
- Dni Głubczyc – Impreza odbywająca się od 2008 r. i zapoczątkowana świętowaniem oddania do użytku wyremontowanego ratusza miejskiego. Odbywa się w sezonie letnim i trwa 2–3 dni. W tym czasie mają miejsce liczne koncerty, zawody sportowe, przedstawienia oraz wiele różnych wydarzeń towarzyszących[41].

## Media

### Prasa lokalna, portale informacyjne i telewizja
- Głos Głubczyc – samorządowy biuletyn informacyjny gminy Głubczyce (miesięcznik)
- Rzecz Powiatowa – samorządowy biuletyn informacyjny powiatu głubczyckiego
- TV Głubczyce – prywatna telewizja nadająca w ramach sieci kablowej oraz w Internecie[42]
- twojeglubczyce.pl – portal informacyjny
- Super Senior – miesięcznik dedykowany grupie docelowej 50+
- Gazeta Prudnik24 z wkładką „Głubczyce 24"[43]

## Wspólnoty wyznaniowe

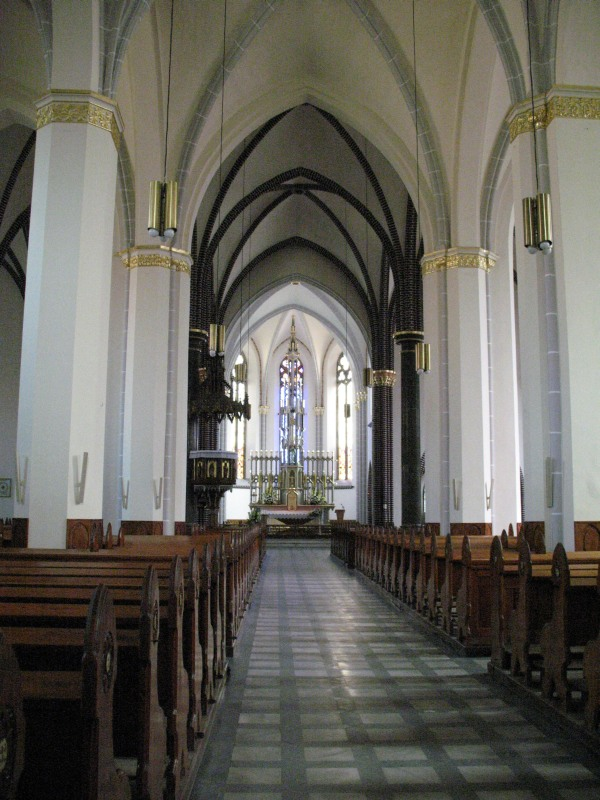
Wnętrze kościoła parafialnego

Na terenie miasta działalność religijną prowadzą następujące Kościoły i związki wyznaniowe:
- Kościół rzymskokatolicki:
  - parafia Narodzenia Najświętszej Maryi Panny
- Kościół Zielonoświątkowy:
  - zbór w Głubczycach[44]
- Świadkowie Jehowy:
  - zbór Głubczyce[45]

## Sport
Klub Polonia Głubczyce został założony w 1945 roku. Klub awansował do III ligi w sezonach 1982/83 oraz 1985/86, a także brał udział w Pucharze Polski w sezonach: 1961/62, 1963/64 (1/16 finału) oraz 2018/19.

## Miasta partnerskie

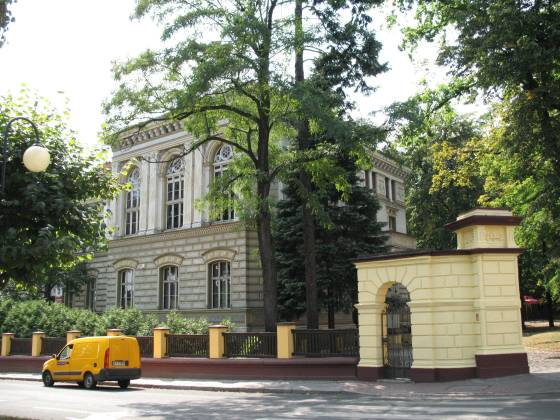
Urząd Miasta i Gminy w Głubczycach

| Miasto              | Kraj    | Data podpisania umowy lub uchwały w sprawie rozpoczęcia współpracy |
| ------------------- | ------- | ------------------------------------------------------------------ |
| Město Albrechtice   | Czechy  | 2001                                                               |
| Krnov               | Czechy  | 2001                                                               |
| Rusín               | Czechy  | 2000                                                               |
| Rockenhausen        | Niemcy  | 2003                                                               |
| Saint-Rémy-sur-Avre | Francja | 2002                                                               |
| Zbaraż              | Ukraina | 2005                                                               |

## Burmistrzowie i zarządcy Głubczyc od 1945[47]
- Jan Kramarz
- Józef Piłka
- Zygmunt Niemczyk
- Marian Jaworski
- Józef Smyczyński
- Jan Jankowski
- Ludwik Kędzierski
- Bolesław Chmura
- Bolesław Zazulewicz
- Jan Uhryn
- Tadeusz Wasil
- Henryk Kozak
- Stanisław Gacek
- Stefan Stobryła
- Zygmunt Kowalski
- Roman Werner
- Kazimierz Bemacki
- Józef Pich
- Dariusz Kaśków
- Adam Krupa
- Kazimierz Jurkowski
- Jan Krówka
- Adam Krupa

## Bezpieczeństwo
W mieście znajduje się jednostka ratowniczo-gaśnicza. JRG Głubczyce wchodzi w skład Kompanii Gaśniczej „Prudnik”.

## Literatura
- Kalendarz Głubczycki 1994–2007
- Elżbieta Dziegieć, Edward Dziegieć, Stanisław Pączka, Franciszek Zając, Głubczyce jako ośrodek lokalny. Opole: Instytut Śląski, 1964.
- Katarzyna Maler, Dzieje Głubczyc do 1742 roku. Opole: Wydawnictwo Instytut Śląski, 2003.
- Katarzyna Maler, Dzieje Głubczyc w latach 1742–1945. Opole: Państwowy Instytut Wydawniczy: Instytut Śląski, 2006.
- Katarzyna Maler, Barbara Piechaczek, Głubczyce – portret miasta. Racibórz: „WiG Art”, 1998.
- Mieczysław Razik, Głubczyce przedwczoraj i jutro?. Branice: Oficyna Wydawnicza Zakładu Aktywności Zawodowej, 2008.
- Ryszard Kasza: Ulicami Prudnika z historią i fotografią w tle. Przemysław Birna, Franciszek Dendewicz, Piotr Kulczyk. Prudnik: powiat Prudnicki, 2020. ISBN 978-83-954314-5-6.